# Medvejîi, Hust
Medvejîi (în ucraineană Медвежий) este un sat în comuna Monastîreț din raionul Hust, regiunea Transcarpatia, Ucraina.

## Demografie
Componența lingvistică a localității Medvejîi
     Ucraineană (100%)
Conform recensământului din 2001, toată populația localității Medvejîi era vorbitoare de ucraineană (100%).